# Blasius Hanf

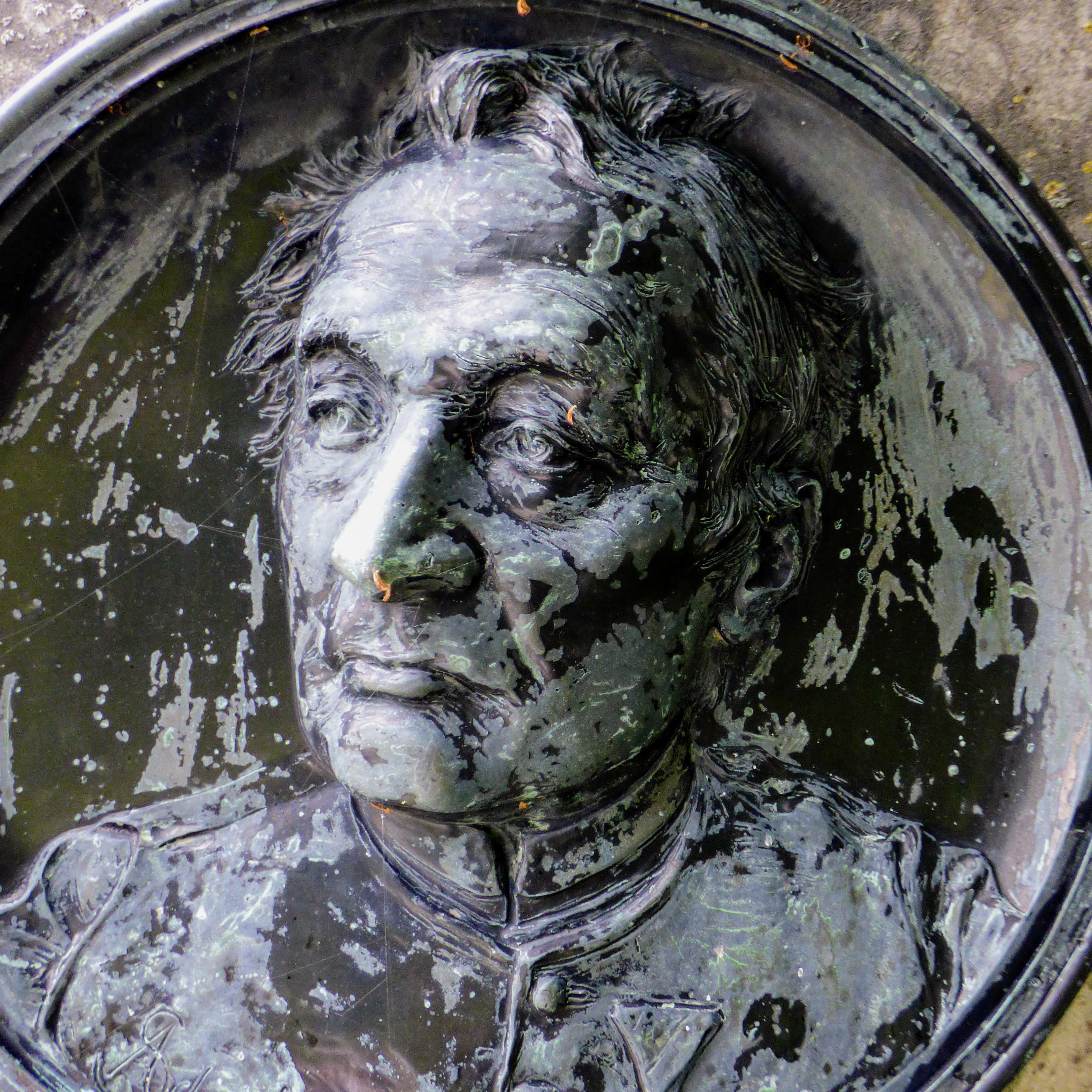
Blasius Hanf, Bronzeporträt auf Denkmal in Mariahof

Blasius (Karl) Hanf (* 30. Oktober 1808 in Sankt Lambrecht in der Steiermark; † 2. Jänner 1892 in Mariahof) war ein österreichischer Ornithologe. Er war Pater des Benediktinerstiftes St. Lambrecht und zugleich Pfarrer von Mariahof.
Besonders in der Umgebung des Furtner Teichs auf dem Neumarkter Sattel erforschte er den Vogelflug. Dort befindet sich auch heute noch seine Vogelforschungsstätte, in deren Nähe das Feuchtbiotop liegt. Das Feuchtbiotop ist eine vom Teich völlig abgesonderte Seichtwasseranlage mit Schilfbestand, die sich als Raststation und als Nahrungsgrundlage für Zugvögel, als Laichplatz für Lurche und als Lebensraum für Libellen sehr bewährt hat. Hanf konnte in der Umgebung des Furtner Teiches 237 verschiedene Arten von Vögeln nachweisen.
Hanf sammelte über 2200 Vögel, präparierte sie und gründete schließlich die ornithologische Abteilung des Stiftmuseums im Stift St. Lambrecht, in der er seine Präparate ausstellte, die noch zu besichtigen sind.

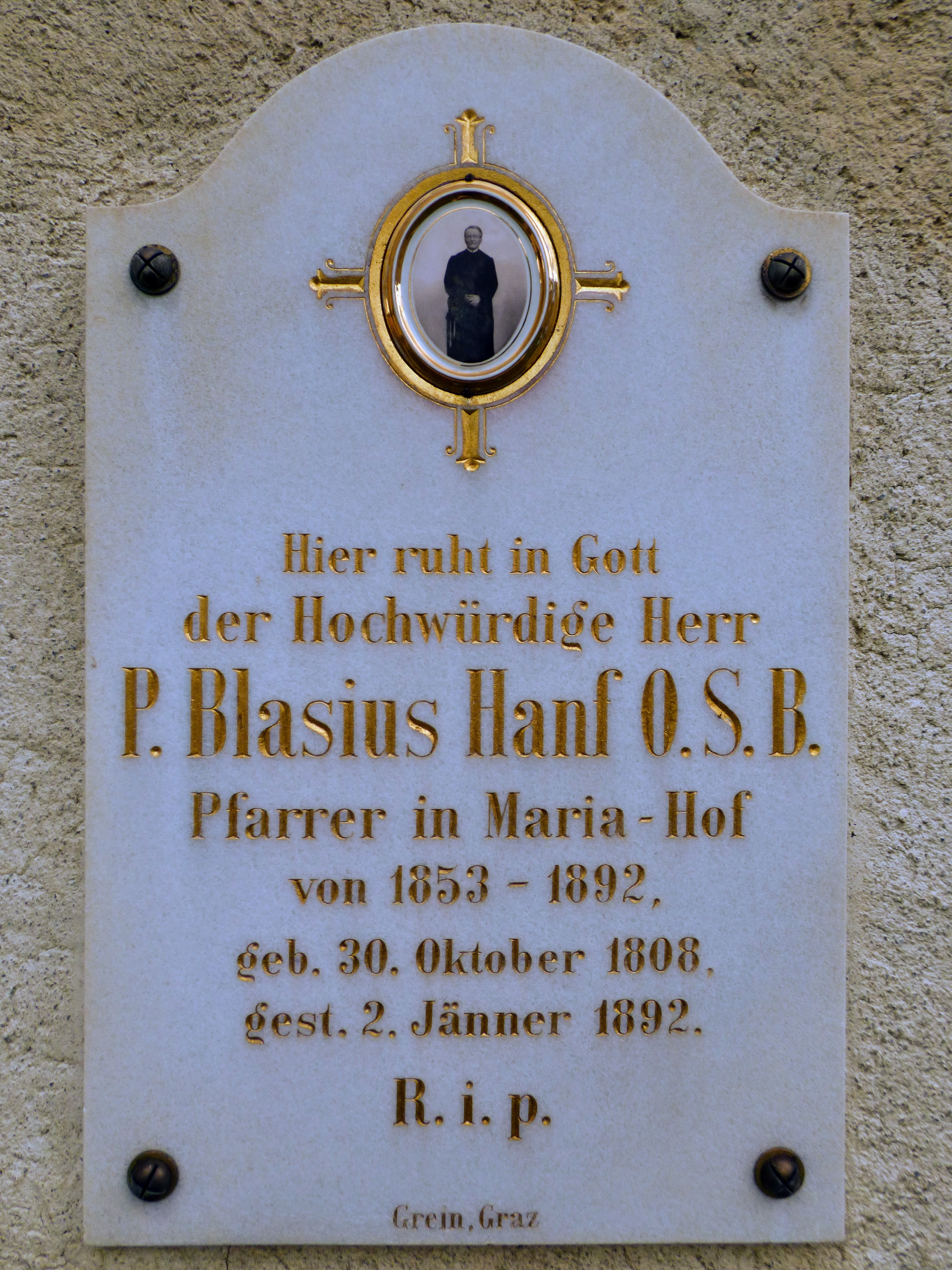
Grabstein in Mariahof
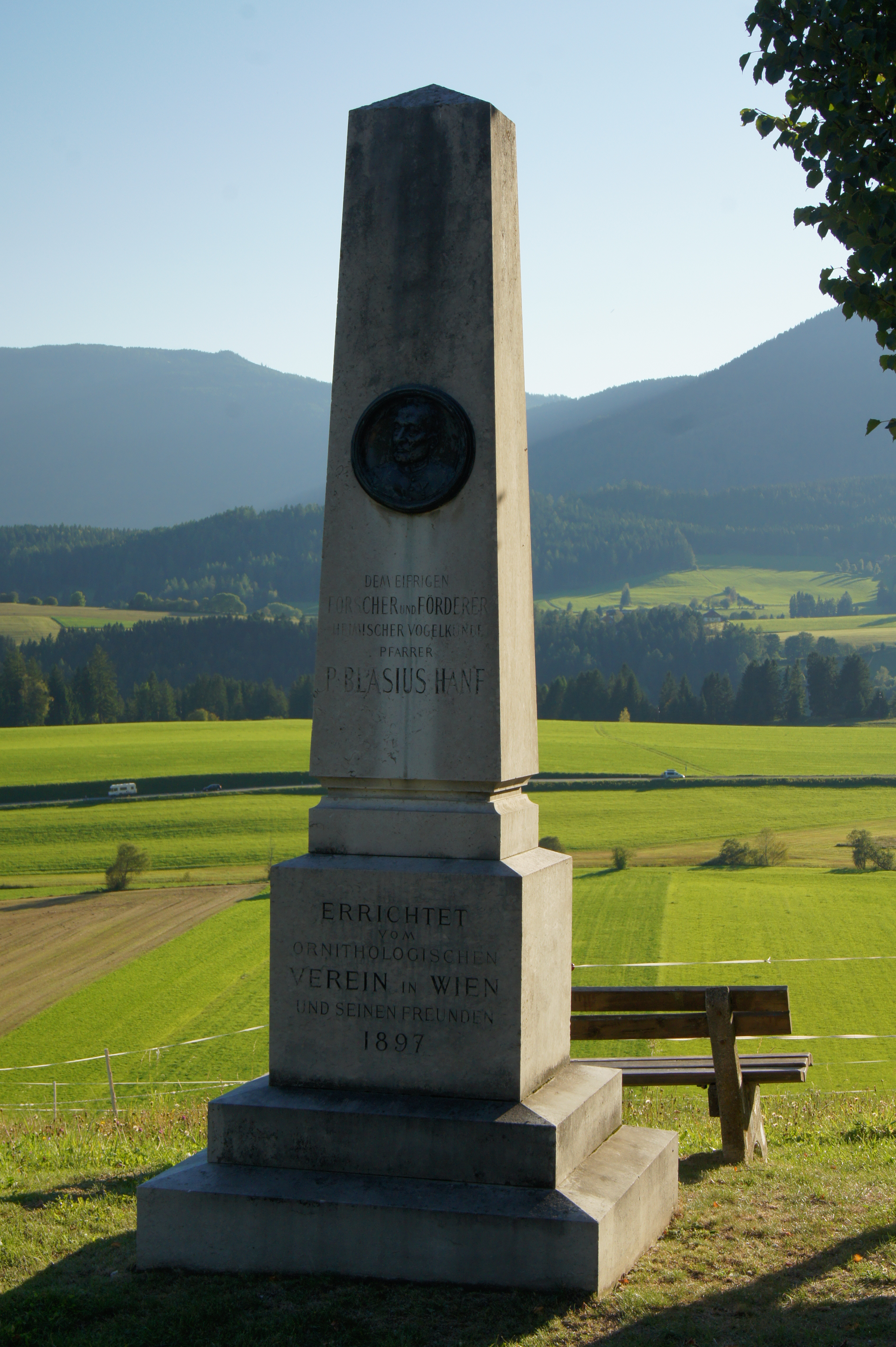
Gedenkstein in Mariahof
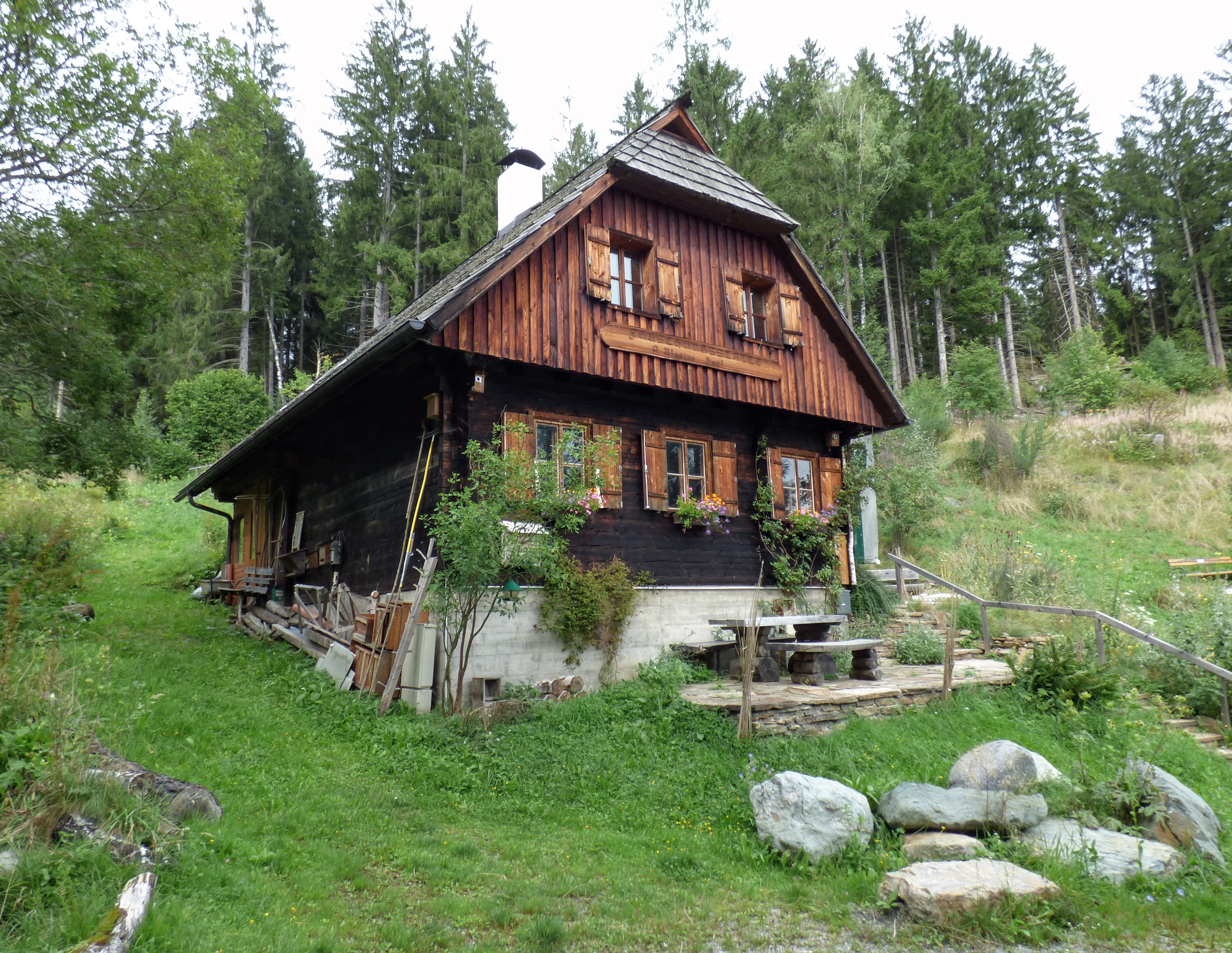
Vogelbeobachtungsstation am Furtnerteich
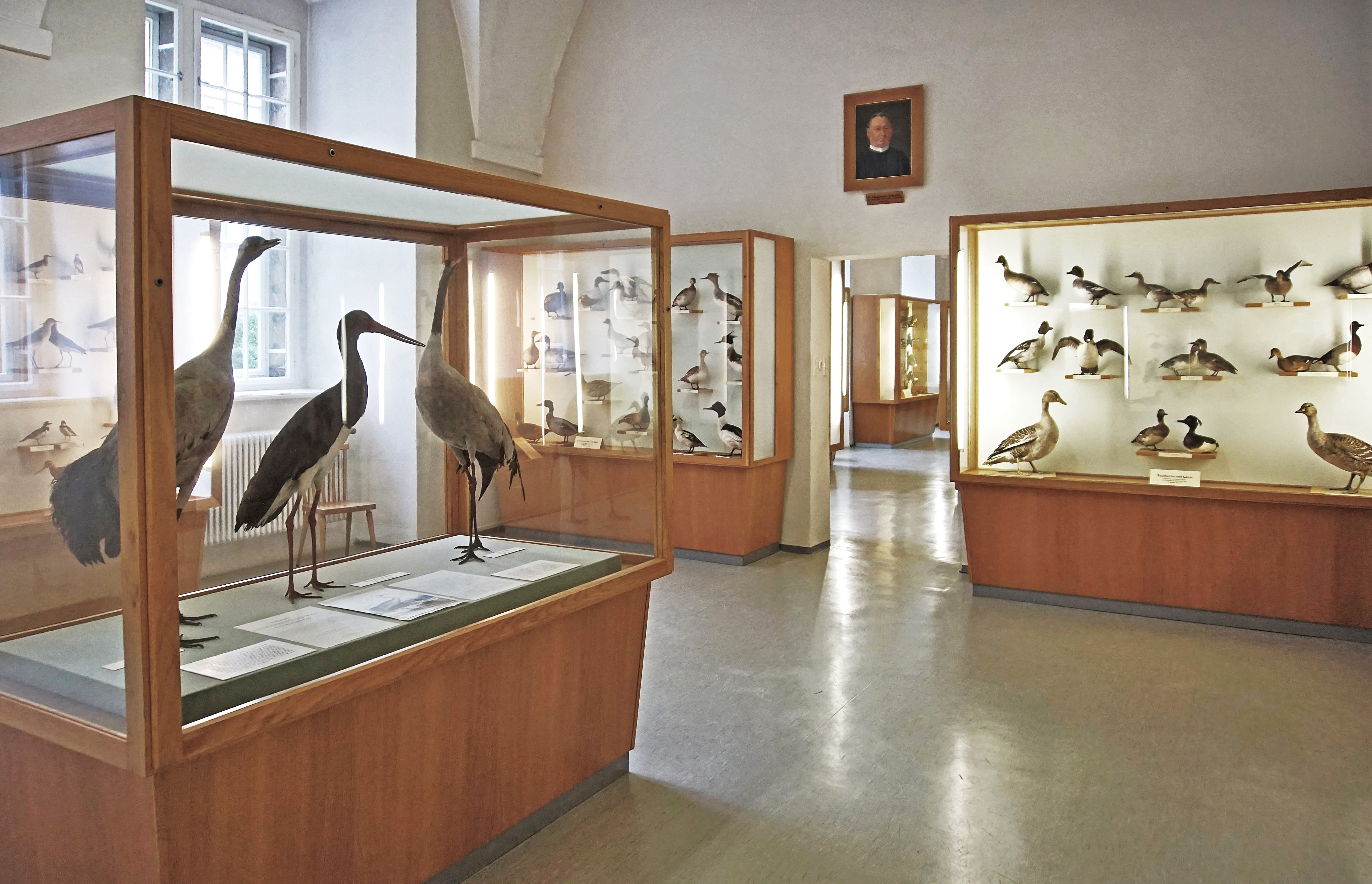
Vogelkabinett im Stift St. Lambrecht